# Шанхайский трамвай
Шанхайский трамвай — трамвайная система, действовавшая в китайском городе Шанхай  с 1908 по 1975 г.

## История
В Шанхае действовало несколько трамвайных систем. Самой старой была британская, открытая 15 марта 1908 года. В мае того же года открылась французская система, а 11 августа 1913 года в Шанхае начала действовать китайская (то есть принадлежавшая китайской компании) трамвайная система.
Самой большой была британская система, она имела семь маршрутов, на которых работало 216 трамваев, французская система состояла из трёх маршрутов, на которых работало 60 трамваев, китайская система имела четыре маршрута общей протяжённостью 23,5 км, на которых работало 52 трамвая.
Последний трамвайный маршрут был закрыт 1 декабря 1975 г. (в других источниках указывается дата 15 сентября 1963 г.)